# Aliquote di primo intervento
Le aliquote di primo intervento (in acronimo Le A.P.I.) sono reparti dell’Arma dei Carabinieri che hanno il compito di intervenire all'interno di situazioni ad alto rischio, prevenire o contenere atti di terrorismo.

## Storia
Sono stati creati nel 2016 a seguito degli Attentati di Parigi del 13 novembre 2015, con l'obiettivo di costituire una risposta rapida agli attacchi terroristici sempre di più perpetrati attraverso l'utilizzo di armi automatiche a cui la dotazione standard delle forze di polizia normalmente in servizio non riesce a rispondere in maniera adeguata.
A essi è devoluto il compito di intervenire quanto più tempestivamente possibile per fronteggiare situazioni di crisi ad alto rischio, nonché prevenire, contrastare e contenere atti di terrorismo, qualora l'intervento del GIS non fosse possibile nell'immediato, e comunque in sua attesa.

## Struttura
Le A.P.I. sono attualmente operative in 18 capoluoghi di provincia, dove vengono costantemente impiegate in attività dinamiche sul territorio. Ogni aliquota è composta da gruppi di 9–14 operatori, suddivisi in equipaggi mobili di 3–5 unità.
Sono formalmente inquadrate alle dipendenze del Comandante Provinciale dell'Arma dei Carabinieri e rappresentano un potenziamento delle capacità antiterrorismo dei reparti territoriali.

## Selezione e formazione
Dette unità, dopo aver aderito a specifica interpellanza, sostengono numerose e approfondite verifiche di tipo medico, psichico, psicologico, attitudinale e cognitivo, al fine di assicurarsi che ognuna di esse sia dotata delle particolari qualità necessarie allo svolgimento dei delicati compiti devoluti alle squadre. Qualora risultati idonei, gli operatori vengono inviati a Pisa, presso lo specifico centro di formazione, al fine di sostenere un apposito corso di addestramento e ulteriore selezione. Qui vengono sostenute prove fisiche ed affinate ulteriormente tecniche di combattimento a mani nude e di difesa personale, di tiro con armi da fuoco lunghe e corte, tecniche di irruzione in edifici, tattiche di movimento e guerriglia urbana, primo soccorso di eventuali feriti gravi, oltre al potenziamento delle qualità fisiche generali. Il corso di qualificazione è a cura del Centro Addestramento della 2ª Brigata mobile dei Carabinieri, ove operano militari addestratori che hanno prestato precedente servizio presso vari reparti d'élite della forza armata. I militari giudicati idonei alla fine dell'iter addestrativo divengono effettivi al Reparto e sosterranno periodici aggiornamenti formativi in aggiunta al costante addestramento per il mantenimento delle capacità operative.

## Api e Sos
Si distinguono dalle Squadre operative di supporto, in quanto queste ultime dipendono direttamente dal Comando Generale dell'Arma dei Carabinieri.